# Korn
Korn (zapis stylizowany: KoЯn) – amerykański zespół muzyczny wykonujący nu metal. Powstała w 1993 roku w Bakersfield w Kalifornii po rozwiązaniu formacji L.A.P.D., gdzie grali gitarzysta James Shaffer, gitarzysta basowy Reginald Arvizu i perkusista David Silveria. Według danych z 2009 roku zespół sprzedał 16 mln płyt w Stanach Zjednoczonych oraz 32 mln na całym świecie. Grupa ośmiokrotnie nominowana do nagrody amerykańskiego przemysłu fonograficznego Grammy została nagrodzona dwukrotnie. W 2000 roku za utwór „Freak on a Leash” i w 2003 za „Here to Stay”.
Oficjalne logo Korna zawierające odwrócone „R”, ma pokazać, że nazwa była pisana ręką dziecka (KoЯn). Często też twierdzi się, że to Jonathan Davis dla zabawy pisząc nazwę zespołu lewą ręką odwrócił R, a nierówne i pokarbowane litery są efektem jego niezbyt sprawnej w pisaniu lewej ręki. Zespół jest sklasyfikowany na 53. pozycji listy 100 Najlepszych Artystów Hard Rocka sporządzonej przez VH1.

## Historia

### 1989–1994

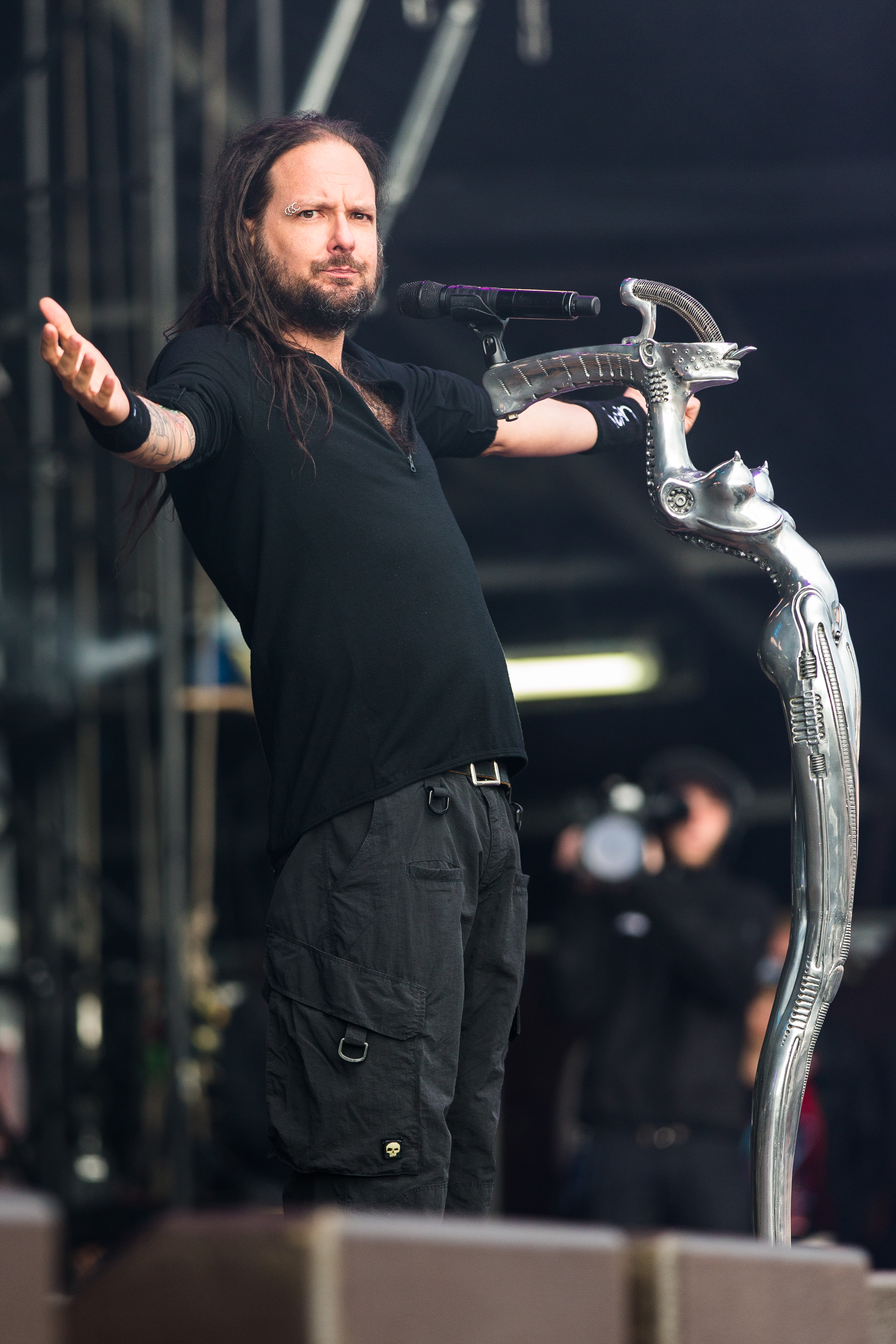
Jonathan Davis, 2014

Muzycy zespołu pochodzą z Bakersfield w Kalifornii. Początkowo grali jako formacja funk-metalowa L.A.P.D. Pewnego dnia spotkali w barze studenta nauki pogrzebowej i wokalistę zespołu Sexart Jonathana Davisa, przyszłego wokalistę Korna, i zainteresowali się jego osobą. Potencjał wokalny Jonathana został szybko doceniony przez muzyków L.A.P.D., którzy zaproponowali mu dołączenie do zespołu. Wokalista nie mógł porozumieć się z innymi członkami kapeli i trudno było mu znaleźć konkretny pomysł na śpiewanie do muzyki L.A.P.D. (gitarzyści preferują siedmiostrunowe gitary strojone niżej o charakterystycznym po dziś dzień, „brudnym” strojeniu i stylu gry). Pierwszym utworem z Jonathanem Davisem było Alive, które było swego rodzaju próbą Jonathana, chociaż wokalista już dużo wcześniej miał kontakty z muzyką. Grupa niedługo później zmieniła nazwę na Korn po paru sugestiach od fanów i ukazała się w nowym wyglądzie w 1993.
Zespół grał z początku w lokalnych klubach, a podczas jednego z koncertów został zauważony przez łowcę talentów z Immortal Records, wydawcy mającego umowę dystrybucyjną z Sony. Tego samego roku nagrali album demo Neidermayer’s Mind z producentem Rossem Robinsonem, który niedługo później stał się jednym z najbardziej poszukiwanych producentów w scenie rockowej i uczęszczał w niektórych następnych albumach Korna. 11 października 1994 ukazał się album KoЯn który był inspirowany przez różne źródła i zespoły. Tematami utworów są koszmarne wspomnienia dziecka, ale też o problemach z narkotykami lub z samopoczuciem i depresją, często samego Davisa. Kapela porusza tematy jednostkowe (Daddy) i bardziej ogólne (Shoots and Ladders). Album został pozytywnie oceniony przez krytyków, w USA, mimo skromnej promocji osiągnął status multiplatynowej płyty. Album promowały teledyski: Blind, Clown i Shoots and Ladders.

### 1995–1998
W roku 1995 grupa spędzała dużo czasu na graniu w różnych pokazach i grali z zespołami i artystami takimi jak 311, Marilyn Manson, KMFDM, Danzig, Megadeth, ale także House of Pain i Ozzy Osbourne. 15 października 1996 Korn wydał album Life Is Peachy. Zawierał on 14 utworów w tym dwa covery (Wicked Ice Cube’a i Low Rider formacji War). Płyta jest jeszcze surowsza od swojej poprzedniczki. Na uwagę zasługują utwory Twist (otwarcie płyty, a zarazem popis scatu), Kill You (oryginalne przejście, liryka skierowana do macochy wokalisty, zamknięcie podobne do tego z Daddy) i Porno Creep. Album Life Is Peachy również otrzymał status platynowej płyty. Korn promował album klipem A.D.I.D.A.S.
W 1997 KoRn założył własną wytwórnię, Elementree Records. Pierwszy zespół, z którym podpisano kontrakt, to Orgy (w którym grał kolega Davisa z Sexart).
Rok później zespół zapoczątkował trasę koncertową Family Values Tour, na którą pojechał z zespołami: Incubus, wyżej wymienionym Orgy, Limp Bizkit, Ice Cube i Rammstein. Sukces spowodował, że FV odbyło się 5-krotnie.

### 1998
18 sierpnia 1998 Immortal/Epic wydali płytę Follow the Leader. Album otwiera 12 kawałków składających się na minutę ciszy poświęconą Justinowi – nieuleczalnie choremu 14-latkowi, którego ostatnim życzeniem było spotkanie z zespołem (jemu poświęcony został też kawałek Justin). Całość nie jest już tak agresywna jak dwa poprzednie albumy, wyraźnie łagodniejsza i bardziej przystępna, co jest przyczyną komercyjnego przełomu: na całym świecie rozeszło się ponad 9 milionów płyt. Oprócz tego dwie najpopularniejsze piosenki zespołu (Got the Life, Freak on a Leash) pochodzą właśnie z tego albumu. Ponadto można tu znaleźć aż 3 featuringi: Ice Cube’a w Chlidren of the KoRn, Freda Dursta w All In The Family i Tre Hardsona w Cameltosis. Pierwszy tydzień po wydaniu albumu zaowocował ponad 100 tysiącami sprzedanych egzemplarzy w wyniku czego stanął na trzecim miejscu na liście „Billboard Top Albums”. Ten dedykowany fanom krążek powstał dzięki pracy profesjonalistów: Steve’a Thompsona (Blues Traveler, Butthole Surfers, Guns N’ Roses), Toby’ego Wrighta (Alice in Chains). Miksowaniem zajął się Brendan O’Brien (Rage Against the Machine). Mimo kilkudziesięciu przekleństw znajdujących się na płycie nie otrzymała ona naklejki Parental Advisory. Szatę graficzną płyty i teledysku Freak on a Leash stworzył Todd McFarlane (autor komiksu Spawn). Klipy promujące album to wspomniane już Freak on a Leash i Got the Life.

### 1999–2001
22 listopada 1999 roku na szczycie listy „Billboardu” debiutuje nowość – album Issues. Okładka wybrana została w wyniku konkursu MTV, finałowa czwórka widnieje na książeczce obok płyty w albumie. Album odniósł sukces komercyjny (5 milionów sprzedanych do dziś na całym świecie egzemplarzy, z czego 3,5 miliona w pierwszym miesiącu). Wyraźnie widać już, że zespół zmienia swój styl: oprócz zwykłych instrumentów pojawiły się gdzieniegdzie syntezatory (4U, początek Hey Daddy) czy scratche (Wish you could be me). Całość jest bardzo melodyjna i łagodna i mimo początkowej rezerwy, z jaką podchodzili do niej fani, dziś przez wielu uważana jest za najlepszą w historii grupy. Premiera koncertowa odbyła się w teatrze Apollo w Harlemie, gdzie Korn był pierwszym zespołem rockowym na deskach. Muzycy zaskoczeni sukcesem zezwolili fanom na wybieranie w drodze internetowego głosowania listy utworów koncertowych. Album potrójnie platynowy. Klipy: Falling Away from Me (kontynuacja Freak On A Leash), Make Me Bad (porwanie i eksperymenty na zespole) i Somebody Someone (zespół z muszej perspektywy). Płytę otwiera zagrany na dudach kawałek Dead. Światowa premiera utworu Falling Away from Me miała miejsce w serialu Miasteczko South Park w odcinku Korn’s Groovy Pirate Ghost Mystery, w którym to członkowie zespołu użyczyli głosów.
W roku 2000 Jonathan zlecił wykonanie statywu na mikrofon szwajcarskiemu artyście – H.R. Gigerowi. Davis dał mu wolną rękę co do wyglądu, dając tylko parę ogólnych wskazówek: po pierwsze musiał być jak najbardziej ruchliwy, poza tym miał być bardzo erotyczny. W 2001 roku statyw został wykonany, a fani ujrzeli go podczas trasy promującej Untouchables chociaż statyw do dziś pokazuje się na koncertach Korna.

### 2002–2003

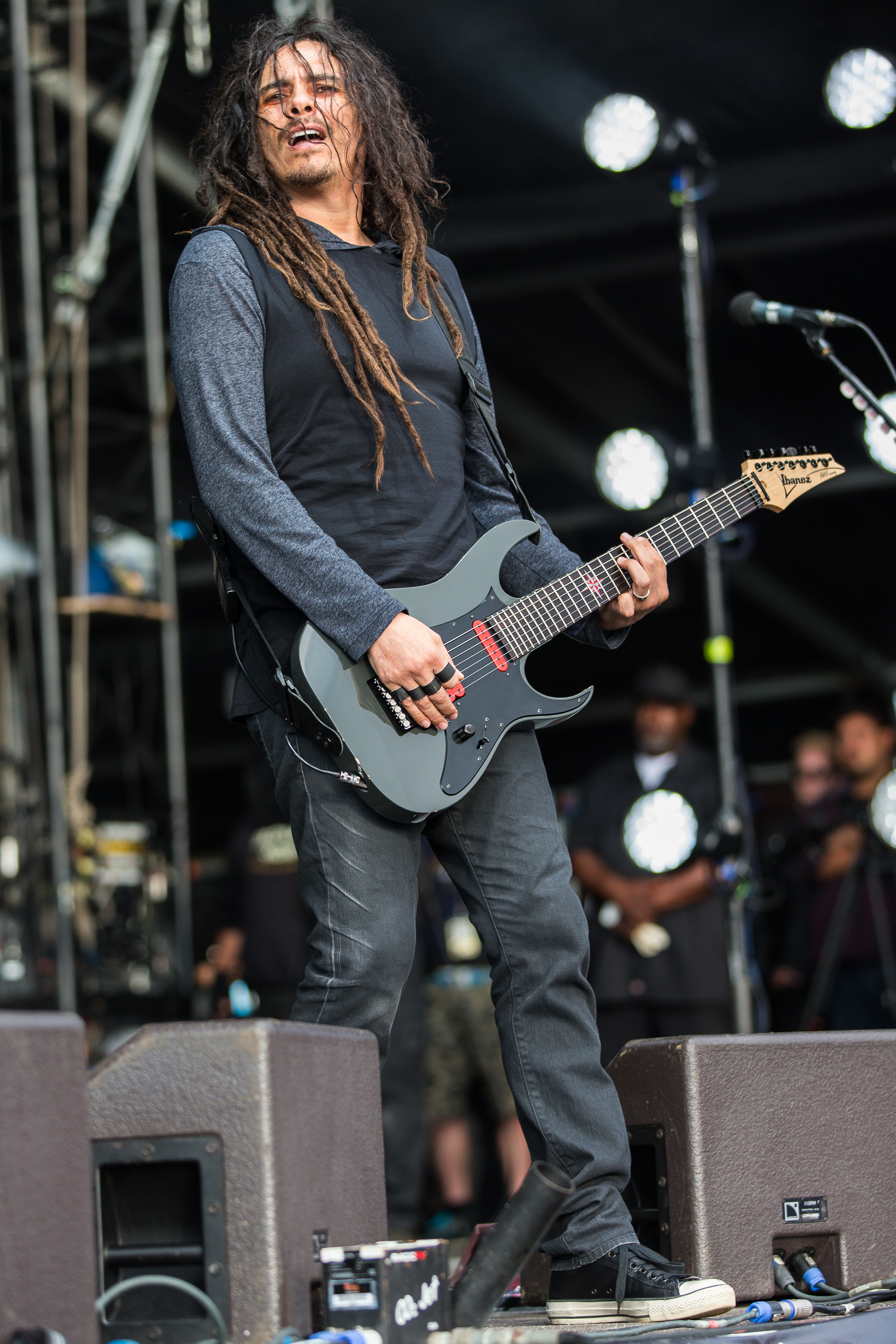
James „Munky” Shaffer trzymający gitarę Ibanez, 2014

10 czerwca 2002 to premiera Untouchables. Album ten był pełen zmian, zarówno jeśli chodzi o warstwę instrumentalną (syntezatory, instrumenty smyczkowe, sample, elektronika), jak i wokalną (Davis biorąc lekcje śpiewu poszerzył skalę głosu). Są tutaj utwory ciężkie, brutalne (Here to Stay, Embrace, Wake Up Hate), jak i lekkie, najspokojniejsze w historii zespołu (Hollow Life, Alone I Break – które to piosenki Davis uznaje za swoje ulubione). Kontrowersje wzbudził koszt produkcji opiewający na sumę 4 milionów dolarów. Powodem tego była konieczność zatrudnienia nowych ludzi, nie rezygnując ze sprawdzonych współpracowników, i techniczne nowinki (nagrywanie w studiu na dyski twarde, a nie taśmy, 24-bitowy sampler). Album do dziś jest najgorzej sprzedającym się wydawnictwem zespołu. Najostrzej z osób z branży skomentował to Corey Taylor (Slipknot, Stone Sour): Wsadźcie sobie cztery miliony w dupę. Tyle pieniędzy na wydanie takiej słabej płyty! Ludzie, wyluzujcie trochę! Przypomnijcie sobie, po co w ogóle gracie muzykę. Jeśli nie macie nic ciekawego do powiedzenia, to lepiej dajcie sobie spokój. Jeśli stawiacie na opakowanie, a nie na zawartość, to jesteście zdrowo trzepnięci!
Trasę koncertową rozpoczął (uwieczniony na DVD) koncert w Hammerstein Ballroom, podczas którego grupa wykonała 4 utwory z nowej płyty (Here To Stay, Blame, Thoughtless, Embrace). Wtedy też po raz pierwszy Davis użył swojego statywu na mikrofon wykonanego przez H.R. Gigera.
Klipy promujące album: Here To Stay (ciemna strona oglądania telewizji), Thoughtless (powtórka z Clowna w nowym, bardziej surrealistycznym wydaniu), Alone I Break (Jonathan morduje kolegów).
W 2003 nastąpił zwrot. 25 listopada Korn wydał dużo cięższą i surowszą płytę Take a Look in the Mirror, która jednak została przyjęta dość chłodno. Reklamowana jako powrót do korzeni nie jest jednak w 100% kopią starych pomysłów (jednocześnie ciężko doszukać się nowości). Uznawana za najbrutalniejszą i najsurowszą (brak producenta z zewnątrz jest wyraźnie zauważalny). Ponownie nagrany został utwór Alive, który już wcześniej znalazł się na demie, a w wersji z TALITM-a został zmieniony bridge (gdyż bridge ten wykorzystano już w piosence Need to z debiutanckiego albumu). Klipy wyjątkowo wyróżniają się spośród wideografii zespołu: Did My Time (klip promujący film Lara Croft Tomb Raider: Kolebka życia, udział Angeliny Jolie i zespół wyłaniający się w zaśmieconym zaułku z „ciemnej masy”), Right Now (brutalny animowany akt nienawiści wobec własnej osoby, wykorzystujący fragmenty krótkiej animacji „Lloyd’s Lunchbox”), Y’all Want A Single (dewastacja sklepu, punkt wyjściowy do oskarżenia show-biznesu) i Everything I’ve Known (czysty surrealizm).

### 2004–2005
5 października 2004 do sklepów trafiła kompilacja Greatest Hits vol. 1 – przegląd hitów zespołu, wzbogacony coverami, a zarazem klipami promującymi Word Up Cameo i Another Brick in the Wall Pink Floyd. O ile pierwszy (zespół jako psy) jest dziwny, o tyle drugi zrobił dużo zamieszania w całym środowisku metalowym swoim nowatorskim podejściem.
22 lutego 2005 z zespołu odszedł główny gitarzysta, Head. Przyczyny tej decyzji były natury duchowej – gitarzysta nawrócił się i przyjął wiarę chrześcijańską. Kilka tygodni później został ochrzczony w rzece Jordan. Był to poważny cios dla składu, ale zespół nie rozsypał się i kontynuował pracę nad kolejną płytą. Jednakże Korn w przeciwieństwie do innych zespołów nie poszukiwał nowego gitarzysty. Sam Head rozpoczął pracę nad solowym albumem. W internecie dostępnych jest kilka utworów (Cry, A Cheap Name, Letter to Dimebag, Illusion of happiness, Dream i Confused). Przez ponad rok próbował komponować przy pomocy sampli i syntezatorów, jednak w końcu stwierdził, że będzie robił to, w czym jest najlepszy – jak to określił, „ściany potężnych gitar”.

### 2005–2006
6 grudnia 2005 premierę w Polsce miał album See You on the Other Side (pol. „Do zobaczenia na drugiej stronie”), będący pierwszym longplayem po odejściu ze składu Heada. Zespół częściowo wrócił na ścieżkę obraną na Untouchables – elektronika, sample, syntezatory, instrumenty smyczkowe, ale całość już nie jest tak ponura i mroczna – klimat wielu utworów jest już raczej wesoły. Wokal można opisać jako połączenie growlu z Take a Look in the Mirror z melodyjnym śpiewem z Untouchables. Bardzo wyraźnie słychać studyjną korekcję głosu Davisa, co powoduje że kawałki takie jak Twisted Transistor czy Politics na żywo brzmią zupełnie inaczej niż w wersji studyjnej. O wiele częściej niż wcześniej wykorzystano dudy – można je usłyszeć w czterech piosenkach: końcówka 10 Or A 2 Way, Open Up, Liar oraz Seen It All.
Przez większość fanów płyta została uznana za najgorszą w historii zespołu, przez niektórych chwalona za oryginalność. Basista, Reginald Fieldy Arvizu w jednym z wywiadów powiedział, że Odejście „Heada” zupełnie zmieniło chemię Korna (...) See You on the Other Side był tak jakby pierwszą naszą płytą.
Klipy promujące album:
- Twisted Transistor – w którym rolę członków zespołu przejmują znani czarnoskórzy raperzy, tacy jak Lil’ Jon, Snoop Dogg, Xzibit i David Banner. Sam zespół występuje w tym klipie epizodycznie, można go traktować niejako jako próbę pokazania światu, że muzyka wcale nie musi dzielić, ale potrafi łączyć.
- Coming Undone – zespół gra na środku pustyni. Od dźwięków muzyki pęka niebo, aż w końcu zostają sami muzycy w środku białej pustki. Na końcu członkowie zespołu jakby rozpadają się w nicości.
- Politics – składający się z ujęć z Family Values 2006. Na uwagę zasługuje sposób nakręcenia go: z grona fanów, którzy nadsyłali własne bootlegi, została wyłoniona dziesiątka, którym dano kamery i przepustki. Potem całość zmontowano w jeden teledysk. Muzyka została podłożona w wersji studyjnej

### 2007–2010

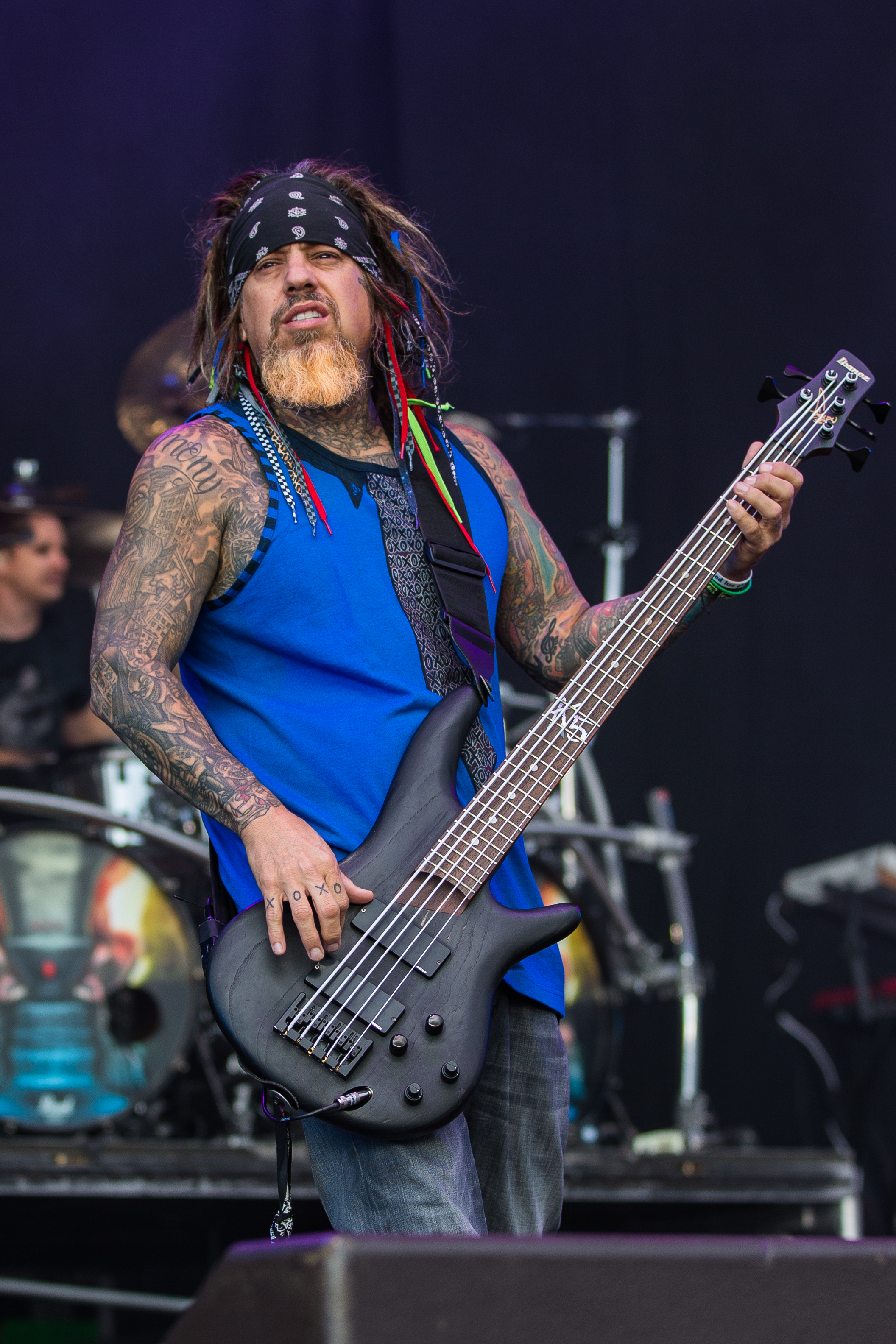
Reginald „Fieldy” Arvizu, 2014

W dniu 3 października 2006 roku zespół ogłosił, iż oficjalnie rozpoczyna pracę nad nowym albumem. Jego producentem ma być The Matrix oraz Atticus Ross, z którym współpracowali podczas produkcji See You on the Other Side. Dwa dni później opublikowany został teledysk do piosenki Politics. W trakcie prac nad albumem The Matrix zrezygnowali ze swojej funkcji, a utwory zostały nagrane jeszcze raz z Atticus Rossem.
6 marca 2007 roku został wydany album MTV Unplugged: Korn, na którym Korn wystąpił razem z muzykami zespołu The Cure i Amy Lee, wokalistką zespołu Evanescence tylko na gitarach akustycznych wraz z innymi instrumentami.
31 lipca 2007 roku został wydany ósmy album: Untitled. Jako że David Silveria ogłosił, że bierze roczną przerwę od grania w zespole, perkusję nagrywali Terry Bozzio (psychodeliczna „I Will Protect You” z perkusyjną solówką Bozzio) i Brooks Wackerman. W kilku utworach swoje partie nagrywał też sam Jonathan Davis. Na płycie (najczęściej nazywanej Untitled bądź ósemką) dominuje elektronika i instrumenty, które dotąd pojawiały się sporadycznie lub wcale (smyczki, pianino). Pojawiło się też wiele spokojnych utworów, takich jak Kiss, Do what they say, czy Hushabye, a całość jest lżejsza i mniej dynamiczna, przez co brzmi nieco industrialnie. Pierwszym singlem jest utwór Evolution, do którego nakręcono teledysk w żartobliwy sposób zwracający uwagę na degenerację rasy ludzkiej.
Następnym singlem jest utwór pt. Hold On, do którego powstał teledysk zadedykowany pamięci Lane’a Frosta, mistrza świata w ujeżdżaniu byków, który zmarł tragicznie podczas zawodów w 1989 roku mając zaledwie 26 lat.
Trzecim singlem został utwór pt. „Kiss”, który miał premierę radiową 7 kwietnia.
Poza główną pracą, nadmienić należy, iż zespół jest bardzo aktywny na wielu polach działalności muzycznej. Basista Fieldy wydał solowy, hiphopowy projekt, Jonathan Davis zaś realizował się w kompozycji udźwiękowienia Królowej potępionych, próbował sił w tworzeniu gry komputerowej (bijatyka z udziałem gwiazd, projekt odrzucony), zagrał w horrorze Sin-Jyn Smith, a także zamierza wyjechać w solową trasę po amerykańskich kasynach. Gitarzysta James Shaffer przymierza się do wydania solowego albumu i założył własną wytwórnię (Emotional Syphon Recordings).
Pod skrzydłami Korna na gwiazdy wyrosły: zespół Orgy (Ryan Shuck, gitarzysta Orgy grał wcześniej z Davisem w Sexarcie) i Limp Bizkit (Durst robił tatuaże członkom zespołu, tak się poznali, wtedy też zespół zachęcił Freda do utworzenia grupy). Cały czas zespół aktywnie koncertuje (Family Values Tour, Rock am Ring, trasa promująca See You on the Other Side). W planach jest współpraca m.in. z Marilynem Mansonem, odłożona na dalszy plan w związku z pracą nad kolejną płytą.
Od 2008 roku zespół rozpoczął kolejną trasę koncertową po Europie. W Polsce pojawił się na warszawskim Torwarze 13 lutego. Za perkusją na tejże trasie zasiądzie Ray Luzier, ponieważ Joey Jordison kończy koncertowanie z zespołem w końcu 2007 roku, aby nagrać kolejny krążek ze Slipknotem. Wielu entuzjastów uważa, że David Silveria powróci, lecz z aktualnych wypowiedzi Davisa wynika, że bębniarz tej formacji odszedł na dobre.
„Wiesz, ludzie przychodzą i odchodzą. Jesteśmy szczęśliwi, że byliśmy razem przez 12 lat, zanim Head odszedł. Ludzie się wypalają będąc tak długo w trasach. To przydarzyło się Headowi i Davidowi. My mamy pasję dla tego, co robimy. Będziemy robić to nadal, tak długo, jak będę śpiewał, będzie istniał Korn.”
W sierpniu 2008 roku wokalista Jonathan Davis podczas wywiadu na Ozzfest powiedział o tym, że zespół bierze kilkuletnią przerwę w działalności, podczas której jego członkowie skupią się na swoich solowych projektach: Munky nagrywa album swojego zespołu Fear And The Nervous System, Fieldy pracuje nad projektem „Still Well” a sam JD nagrywa solowy album i koncertuje.

### 2010–2011
W 2010 roku muzycy podpisali kontrakt z wytwórnią muzyczną Roadrunner Records, która wydała kolejny album zespołu zatytułowany Korn III: Remember Who You Are. Nagrania zostały zarejestrowane pomiędzy kwietniem a listopadem 2009 roku w Los Angeles w stanie Kalifornia. Była to jednocześnie pierwsza płyta zarejestrowana z udziałem perkusisty Raya Luziera.
4 maja 2010 roku ukazał się singel promujący płytę zatytułowany „Oildale (Leave Me Alone)”. Singel znalazł się na 29. miejscu na liście Hot Modern Rock Tracks oraz na 26. miejscu na liście Rock Songs w Stanach Zjednoczonych. Premiera płyty odbyła się 6 lipca 2010 roku w Japonii, 9 lipca w Australii, 12 lipca w Wielkiej Brytanii oraz dzień później w Stanach Zjednoczonych. Na podstawowej wersji płyty znalazło się 11 utworów, natomiast w edycji specjalnej można spotkać 2 dodatkowe utwory oraz wykonania niektórych utworów grupy w wersji live. 26 lipca 2010 roku ukazał się drugi singel „Let the Guilt Go”. Album utrzymany jest w ciężkim, smutnym klimacie oraz w starym, nu-metalowym stylu grupy. Teledysk do „Oildale (Leave Me Alone)” opowiada historię chłopca z trudnym dzieciństwem który postanawia uciec z domu. Między ujęciami pokazywany jest sam zespół grający w swoim rodzinnym mieście, w Bakersfield. Z kolei teledysk do „Let the Guilt Go” jest trzecim klipem po „Clown” i „Thoughtless” który porusza tematykę przemocy szkolnej i motyw zemsty na szkolnym prześladowcy. Tym razem zespół gra na polu zbożowym w Bakersfield na którym wytłoczony jest wielki napis „Korn III”.

### 2011–2012

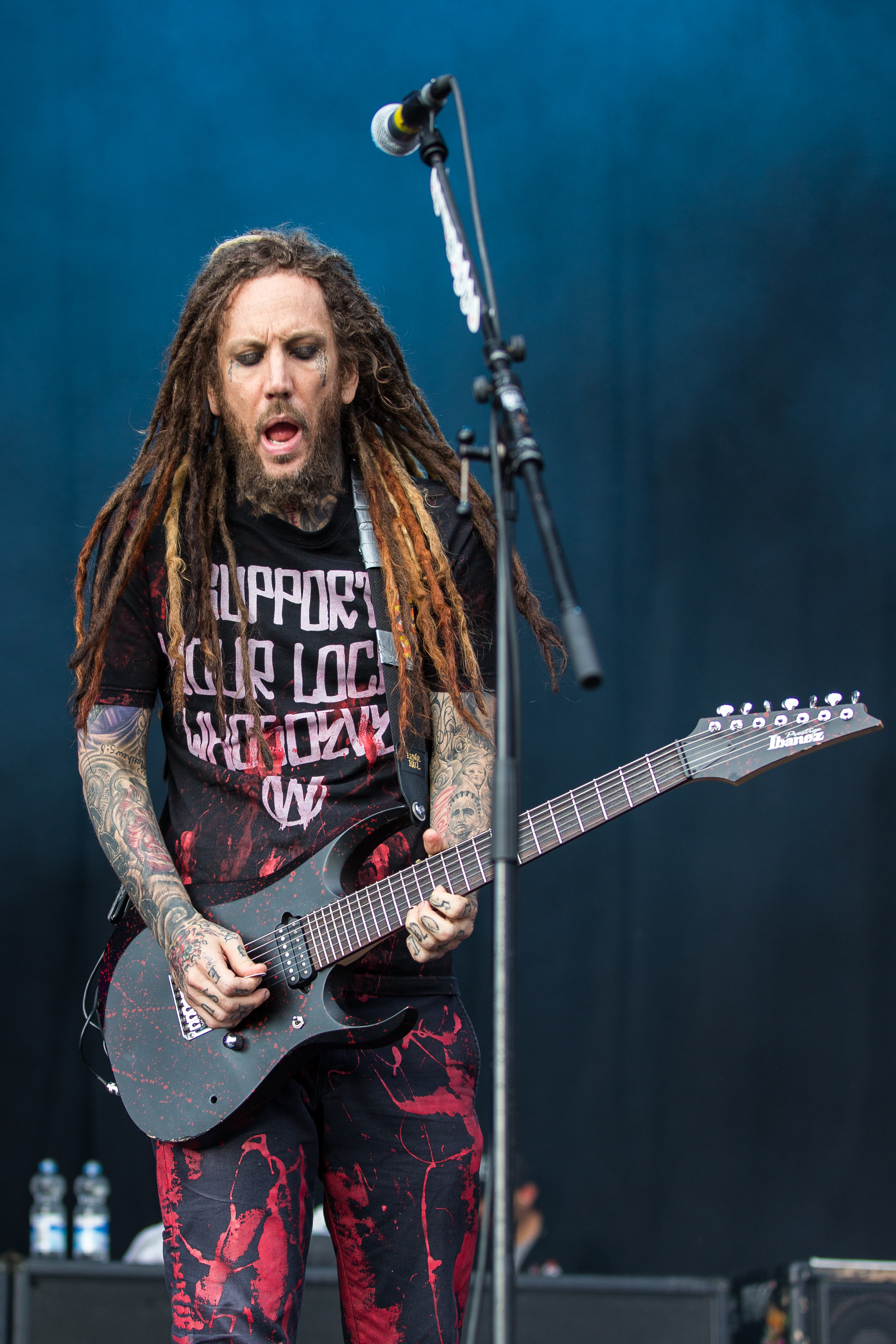
Brian „Head” Welch, 2014

Rok po wydaniu Korn III: Remember Who You Are grupa rozpoczęła pracę nad kolejnym albumem nazwanym The Path of Totality. Nowy album podobnie jak poprzedni został wydany w wytwórni Roadrunner Records. Album ukazał się 6 grudnia 2011 roku. Na albumie znalazło się 11 utworów w edycji podstawowej oraz 2 dodatkowe w edycji specjalnej. Wszystkie utwory zostały dodatkowo wyprodukowane przez producentów muzyki elektronicznej takich jak: Skrillex, Noisia, Excision, Kill The Noise, Downlink, 12th Planet, Flinch, Feed Me i Datsik. Pierwszym singlem promującym płytę był utwór „Get Up!” wydany 6 maja 2011 roku. Drugim był „Narcissistic Cannibal” wydany 21 października 2011 roku. Kolejnymi singlami były „Way Too Far” i „Chaos Lives in Everything”, wydane odpowiednio 6 i 22 marca 2012 r.
Wokalista grupy Jonathan Davis wypowiedział się na temat albumu: „Chcę coś zmieniać. Chcę robić rzeczy, których nie powinniśmy robić. Chcę stworzyć sztukę, która będzie inna i odstawać od reszty. Nie stworzyliśmy dubstepowego albumu. Stworzyliśmy album Korna”.
The Path of Totality jest połączeniem tradycyjnej, nu metalowej muzyki Korna z muzyką elektroniczną. W tym celu zespół stworzył kolaborację z kilkoma producentami elektronicznymi, by każdy wyprodukował konkretne utwory po swojemu. Lider zespołu opisał nowy album jako najprawdopodobniej najbardziej wyporcjowany album ze wszystkich, jakie zespół stworzył. W biografii na stronie Roadrunner Records Jonathan Davis nazwał swoją najnowszą twórczość przyszłością metalu. „Mieszamy ze sobą metal i muzykę elektroniczną, a tego nie powinno się robić. Korn zawsze był za eksperymentowaniem, i próbą stworzenia muzyki i pokazania jej z różnych stron”.

### 2013–2014
W lutym 2013 roku Brian „Head” Welch powrócił do składu grupy. 7 czerwca 2013 r. zespół wystąpił na festiwalu Rock am Ring.
4 października 2013 roku grupa wydała swój jedenasty studyjny album The Paradigm Shift. Płyta została nagrana wraz z gitarzystą Brianem „Headem” Welchem, który po siedmiu latach nieobecności powrócił do zespołu. Współzałożyciel i gitarzysta grupy James Shaffer wyjawił, że The Paradigm Shift będzie muzycznie połączeniem Issues i Untouchables – dwóch poprzednich albumów zespołu wydanych odpowiednio w 1999 i 2002 roku.
Standardowa edycja albumu zawiera 11 utworów, natomiast edycja specjalna dodatkowe 2 utwory (w japońskiej edycji trzy). Pierwszym singlem z albumu był utwór „Never Never” wydany 12 sierpnia 2013 roku. 17 października 2013 roku ukazał się drugi singel „Love & Meth”. Kolejnym singlem był „Spike In My Veins” wydany 7 lutego 2014 r.

## Teksty
Autorem większości tekstów w zespole jest wokalista Jonathan Davis, ale niektóre utwory były napisane lub sugerowane przez resztę zespołu. Utwór Divine pomagał zrealizować Robert Trujillo z zespołu Metallica. Muzyk opisuje m.in. przeżycia z dzieciństwa. Przykładem takiego utworu był „Daddy” wydany na albumie Korn. Kompozycja opowiada o gwałcie, którego dokonał nieznany sprawca. Wokalista opisuje zdarzenie w następujący sposób:

Ludzie myślą, że napisałem „Daddy”, bo ojciec rżnął mnie w tyłek. Ale ten kawałek o tym nie mówi. Nie o moim ojcu czy matce. Jako dziecko byłem molestowany przez kogoś innego. Poszedłem do rodziców i powiedziałem im o tym. Myśleli, że kłamię, żartuję sobie, że coś takiego przydarzyło się ich synowi.

Davis ze względu na emocjonalny stosunek do utworu z zespołem wykonał go tylko raz przed koncertem w klubie Coney Island High na Manhattanie w Nowym Jorku. Pochodzący również z debiutu utwór „Helmet in the Bush” opisuje uzależnienie od amfetaminy. Z kolei kompozycja „Kill You” wydana na albumie Life Is Peachy w 1996 roku odnosi się do macochy wokalisty, która się nad nim znęcała. Swoistą kontynuację „Daddy” była piosenka „Mr. Rogers”, której tekst opowiadał o utracie dzieciństwa i zaufania do ludzi. Natomiast tytuł utworu „Dead Bodies Everywhere” nawiązuje do okresu gdy muzyk pracował w kostnicy. Ponadto opisuje próbę wpłynięcia rodziców by syn porzucił zainteresowanie muzyką. Davis opisuje piosenkę:

To piosenka o tym, jak moi rodzice starali się odciągnąć mnie od muzycznego biznesu. Mój tato w tym siedział i teraz, kiedy mam syna całkowicie go rozumiem. Chcę, żeby Nathan był muzykiem, ale nie chcę, żeby przeszedł przez takie piekło jak ja. W podobny sposób myślał mój stary. Wielu ludzi może się identyfikować z tym kawałkiem, bo ich ojcowie chcą, żeby zostali futbolistami albo lekarzami. Presja ma sprawić, by stali się kimś, kim nie chcą. Martwe ciała wzięły się stąd, że skończyłem nimi otoczony, zupełnie otępiały. Dziękuję bardzo mamo i tato.

W tekstach muzyka występowały również odniesienia do śmierci. W utworze „Pretty” który został wydany w 1998 roku na albumie Follow the Leader zawarł historię zgwałconego i zamordowanego niemowlęcia. W 1999 roku ukazała się płyta Issues, w zawartej na niej kompozycji „Hey Daddy” Davis mówi o swych problemach emocjonalnych.

## Muzycy

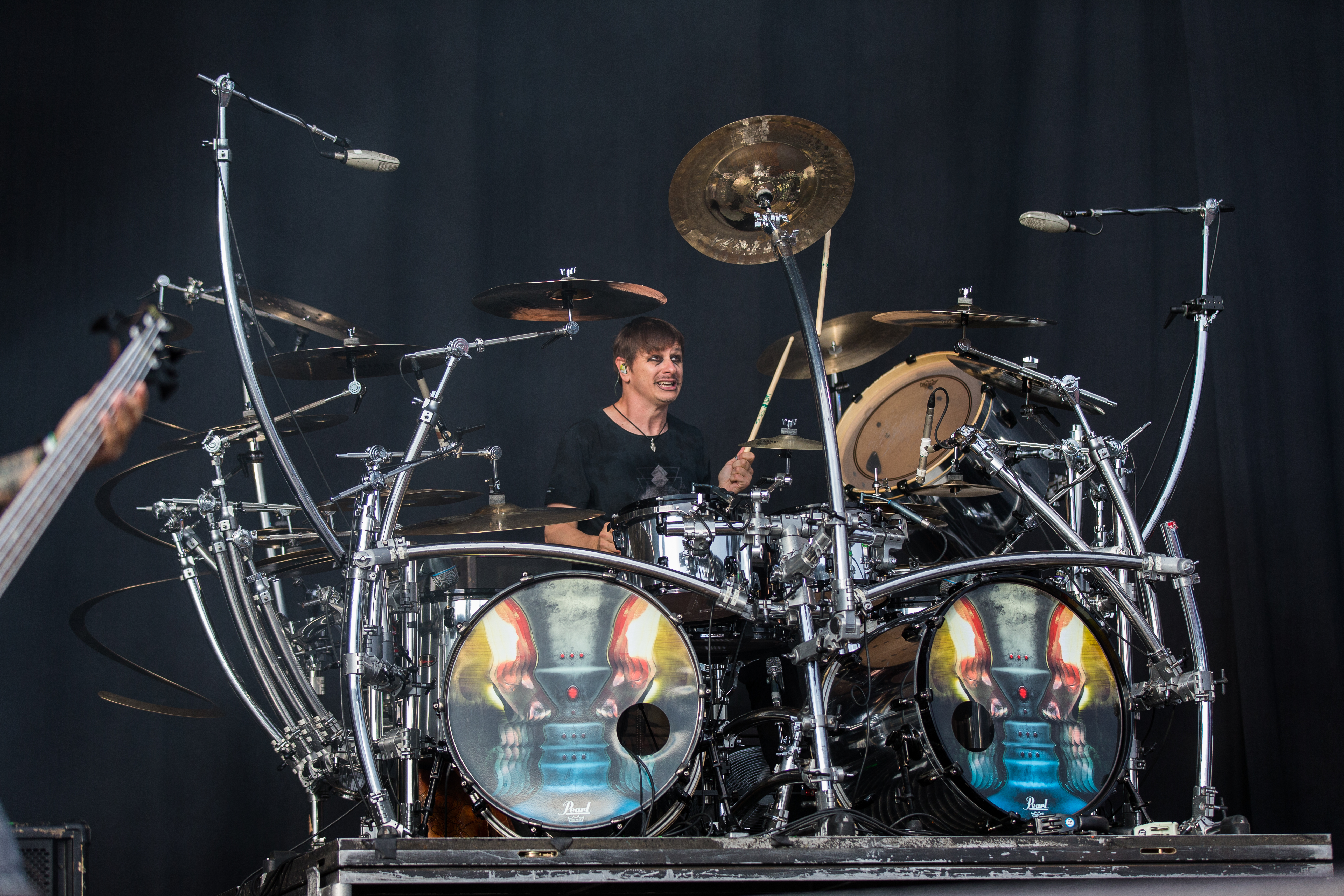
Ray Luzier, 2014

| Obecni członkowie - Jonathan „JDevil” Davis – wokal prowadzący, dudy (od 1993) - James „Munky” Shaffer – gitara, wokal wspierający (od 1993) - Reginald „Fieldy” Arvizu – gitara basowa (od 1993) - Brian „Head” Welch – gitara, wokal wspierający (1993–2005, od 2013) - Ray Luzier – perkusja (od 2007) - Zac Baird – instrumenty klawiszowe, wokal wspierający (od 2005) Byli członkowie - David Silveria – perkusja (1993–2006) |  | Muzycy sesyjni - Wesley Geer – gitara (2010–2013) - Mike Bordin – perkusja (2000–2001) - Rob Patterson – gitara, wokal wspierający (2005–2007, 2008) - Michael Jochum – perkusja, instrumenty perkusyjne (2006–2007) - Kalen Chase – instrumenty perkusyjne (2006–2008) - Terry Bozzio – perkusja, instrumenty perkusyjne (2007) - Brooks Wackerman – perkusja (2007) - Clint Lowery – gitara (2007) - Joey Jordison – perkusja (2007) - Shane Gibson – gitara (2007−2010) - Morgan Rose – perkusja (2011) - Ryan Martinie – gitara basowa (2012) - Tye Trujillo – gitara basowa (2017) |

## Dyskografia

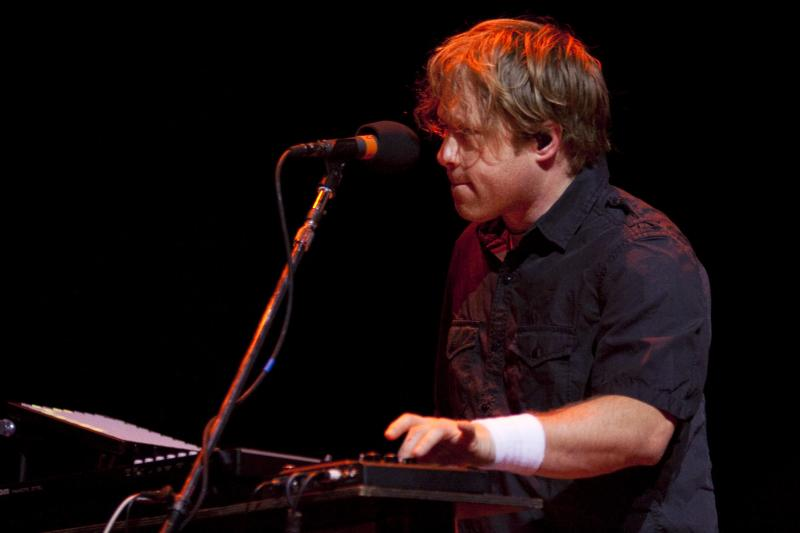
Zac Baird, 2010

### Albumy demo
- Neidermayer’s Mind (1993)

### Albumy studyjne
- Korn (1994)
- Life Is Peachy (1996)
- Follow the Leader (1998)
- Issues (1999)
- Untouchables (2002)
- Take a Look in the Mirror (2003)
- See You on the Other Side (2005)
- Niezatytułowany album (2007)
- Korn III – Remember Who You Are (2010)
- The Path of Totality (2011)
- The Paradigm Shift (2013)
- The Serenity of Suffering (2016)
- The Nothing (2019)
- Requiem (2022)[24]

## Nagrody i wyróżnienia
| Rok  | Kategoria                         | Tytułem              | Nagroda                     | Nota      | Źródło |
| ---- | --------------------------------- | -------------------- | --------------------------- | --------- | ------ |
| 2003 | Best Metal Performance            | „Here to Stay”       | Grammy                      | Laur      | [ 25 ] |
| 2004 | Best Metal Performance            | „Did My Time”        | Grammy                      | Nominacja | [ 26 ] |
| 2011 | Best Metal Performance            | „Let the Guilt Go”   | Grammy                      | Nominacja | [ 27 ] |
| 2011 | Hall of Fame                      | Korn                 | Kerrang! Awards             | Laur      | [ 28 ] |
| 2012 | Album of the Year                 | The Path of Totality | Revolver Golden Gods Awards | Laur      | [ 29 ] |
| 2012 | Best Vocalist                     | Jonathan Davis       | Revolver Golden Gods Awards | Nominacja | [ 29 ] |
| 2012 | Riff Lord                         | Munky                | Revolver Golden Gods Awards | Nominacja | [ 29 ] |
| 2012 | Paul Gray Best Bassist            | Fieldy               | Revolver Golden Gods Awards | Nominacja | [ 29 ] |
| 2014 | Album of the Year                 | The Paradigm Shift   | Revolver Golden Gods Awards | Nominacja | [ 30 ] |
| 2014 | Best Vocalist                     | Jonathan Davis       | Revolver Golden Gods Awards | Nominacja | [ 30 ] |
| 2014 | Dimebag Darrell Best Guitarist(s) | Munky, Head          | Revolver Golden Gods Awards | Nominacja | [ 30 ] |
| 2014 | Paul Gray Best Bassist            | Fieldy               | Revolver Golden Gods Awards | Nominacja | [ 30 ] |
| 2017 | Best Metal Performance            | „Rotting in Vain”    | Grammy                      | Nominacja | [ 31 ] |